# Estret de Juan de Fuca

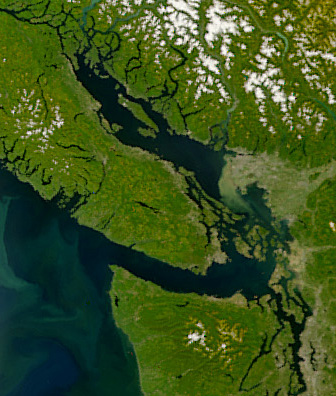
L'estret de Juan de Fuca és l'ampla via d'aigua que s'estén des de l'oceà Pacífic a l'oest fins a les San Juan Islands a l'est, amb l'illa de Vancouver al nord i la península Olympic al sud. L'estret de Geòrgia és a nord de les illes San Juan. El Puget Sound és el braç de mar més estret situat al sud.

L'estret de Juan de Fuca (Strait of Juan de Fuca o Juan de Fuca Strait) és un gran braç d'aigua d'aproximadament 154 quilòmetres (96 mi) de llarg que és la sortida a l'oceà Pacífic del mar Salish, pel qual hi discorre la frontera internacional entre Canadà i els Estats Units.
El nom li fou posat el 1787 pel comerciant marítim de pells Charles William Barkley, capità de l'Imperial Eagle, en referència a Juan de Fuca, l'explorador grec que va navegar en una expedició espanyola el 1592 per buscar el llegendari estret d'Anian. Barkley seria, doncs, la primera persona no indígena que trobà l'estret, llevat que la història de Juan de Fuca fos certa. L'estret va ser explorat en detall entre 1789 i 1791 per Manuel Quimper, José María Narváez, Juan Carrasco, Gonzalo López de Haro i Francisco de Eliza.

## Disputa de frontera

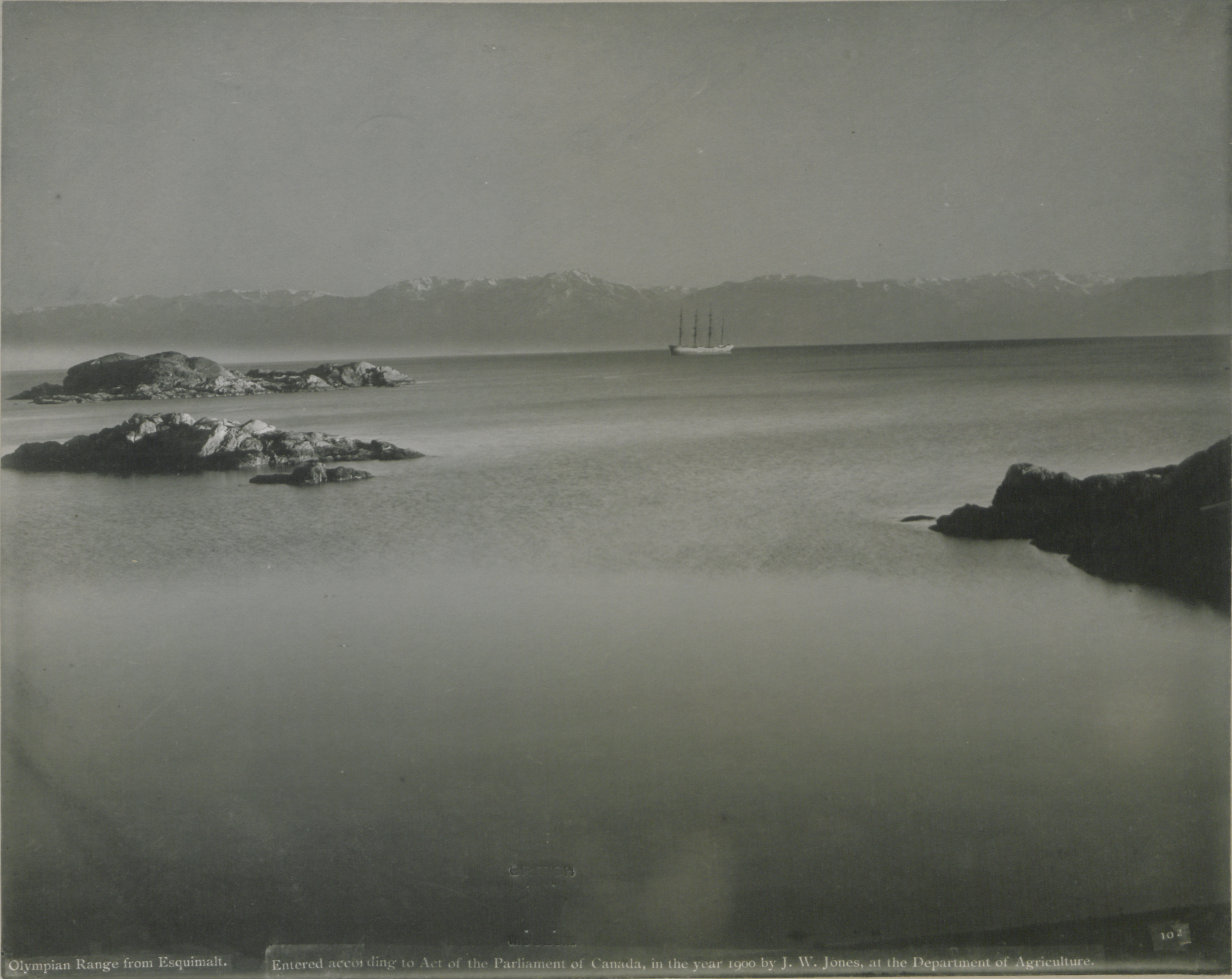
Les Muntanyes Olímpiques de Washington vistes des de l'entrada a Esquimalt Port, 1900, foto: John Wallace Jones

Aquest estret és objecte d'una disputa de delimitació de frontera marítima entre Canadà i els Estats Units. La disputa és només sobre el límit a mar obert que s'estén 320 quilòmetres (200 mi) a l'oest de la boca de l'estret. La frontera marítima dins de l'estret no és en disputa. Ambdós governs han proposat una frontera basada en el principi d'equidistància, però amb diferents seleccions dels punts de referència, el que fa que resultin petites diferències en la línia. La resolució de l'assumpte hauria de ser senzilla, però ha estat obstaculitzada perquè podria influir en altres disputes no resoltes de frontera marítima entre Canadà i els Estats Units. A més a més, el govern de la Colúmbia Britànica ha refusat ambdues propostes equidistants, argumentant que el canyó submarí de Juan de Fuca és l'apropiada frontera "geomòrfica i fisio-geogràfica". La frontera equidistant proposada actualment marca el límit nord de l'Olympic Coast National Marine Sanctuary. La posició de la Colúmbia Britànica es basa en el principi de prolongació natural desenvolupat pel dret internacional. Això planteja un dilema al govern federal del Canadà. Si Canadà sosté que el principi de prolongació natural és d'aplicació al canyó de Juan de Fuca Canyó en la seva costa de l'oceà Pacífic, l'asserció podria soscavar l'argument del Canadà en la disputa fronterera del Golf de Maine. En aquest context d'oceà Atlàntic, Canadà sosté un resultat basat en el principi d'equidistància.

## Comtats i districtes regionals
Comtats estatunidencs al llarg de l'estret de Juan de Fuca
- Clallam County, Washington
- Jefferson County, Washington
- Island County, Washington
- Skagit County, Washington
- San Juan County, Washington

Districtes regionals canadencs al llarg de l'estret de Juan de Fuca
- Capital Regional District, British Columbia
- Cowichan Valley Regional District

## Fauna
Aluns grups d'ocells marins anomenats somorgollaire comú migren cap al nord nedant, per alimentar-se d'arengs i altre peix petit en les badies arrecerades de l'estret.